# ランドルフ・T・ヘスター
ランドルフ・T.ヘスター（Randolph（Randy）Hester Jr.、1944年12月12日 - ）は、 カリフォルニア大学バークレー校のランドスケープ・アーキテクチュアおよび環境計画学科の名誉教授。
ヘスターはまた、 社会学者でもあり、 ランドスケープアーキテクトとして実践もしており、コミュニティの参加とインプットに焦点を当てた近隣計画組織であるコミュニティ開発デザインの共同ディレクターでもある。
ノースカロライナ州Hester's Storeの出身。SAVE International 代表。コミュニティ・ディベロップメント・バイ・デザイン事務所（Community Development by Design）の主宰。
また、センター・フォー・エコロジカル・デモクラシー（Center for Ecological Democracy、生態学的民主主義センター）の共同創立者である。
この組織は、ワシントン、カリフォルニア、ハワイ、その他の地域で、小さな町のコミュニティ開発、大規模なオープンスペースの計画、および天然資源管理の決定への市民参加に取り組んでいる。市民参加と社会的に適切な計画について多数の本と記事を執筆。
また、近隣・都市・景観に関するデザインをテーマにした本を数多く出版している。最新の著書『生態民主主義のためのデザイン』は、2010年9月に出版された 。

## 人物
ヘスターはノースカロライナの農村で育つ。
ノースカロライナ州の農村部で育った10代の頃、最貧地域を孤立させるような都市再生プロジェクトが実行され始めていた。20歳の時、彼はかつてノースカロライナ州ローリーのChavis Heights近郊にある、月に43ドルの「ショットガンハウス」と呼んでいた場所に移り住み、そこでコミュニティワークに従事し続けていた。
1968年にノースカロライナ州立大学からランドスケープ・アーキテクチュアの学士号および社会学の学士号を取得し、最終的にハーバード大学デザイン大学院に進む。
ハーバード大学院に進学後はヒデオ・ササキの指導の下でランドスケープアーキテクチャーの修士号を取得。
ハーバードでの修士号取得後、彼はUNCに戻り、そこで貧しい居住者のすむ彼らの家に留まり、立ち退き抵抗を手助けするために、彼は学生を参加させニューランドの組織形成をした。1976年にはローリー市議会議員に選出。その地位を利用して、Chavis Heightsのデイケア、仕事、その他のサービスに対し連邦コミュニティ開発基金を割り当てた。初期の著書『Neighborhood Space』（1975）は主にこの経験に基づいている。 2000年にはワシントンD.C.のMartin Luther King、Jr.の記念碑のためのデザインの選択を担当する専門委員会に任命された。
現在は屋外と室内の両方の部屋からなる自己設計の都市型農場/庭園に住んでおり、生態学的に持続可能なライフスタイルを維持する可能性を追求している。彼はその中で、回収され再処理された材料を集め再利用することに情熱を注いでいる。
長年の熟練したキャリアの中では、ルイス・クラークの元で研磨した。組織（LCA）やノースカロライナ州立大学(NCSU)、ペンシルベニア州立大学、およびカリフォルニア大学バークレー校で教鞭し設計理念を確立し現在は生態学的民主主義として知られる、景観・都市づくりにおける市民の直接参加を実現したランドスケープアーキテクチャーにおける参加型デザイン運動の創設者。50年間、彼はコミュニティをトランスアクティブデザインに取り入れ、新しいニーズを見出して革新的な技術を開発してきた。彼の実践的な仕事と教えは、近隣地域、都市、そして景観のデザインに社会学的方法論を適用することに焦点を当ててきた。地域社会のニーズとその資源の可能性についての真の理解から生まれる空間 - 彼が生態学的民主主義・神聖な風景 - と呼んでいるものを開発することへのコミュニティ参加の強力な支持者と化す。彼のアプローチは、米国内外のコミュニティを発奮させ、無数の学生が自分たちの仕事として社会的および環境的背景に積極的に取り組むように促してきた。
1975年に最初の著書『Neighborhood Space』(近隣スペース)を出版。『Community Goal Setting』（1982）は、文化的ニュアンスを明らかにし、参加型デザインに適用するための今や古典的なテクニックを提供していた。『People 's Neighborhood With People』（1984）および『Community Design Primer』（1990）は、市民性、文化的表現、および環境的正義を達成するための12段階の参加型プロセスと最も効果的な設計手法をコレクションとして詳しく説明している。
著作「Community Design Primer」は住民参加型まちづくりに従事する研究者、実践者に多大な影響を与え、近年では絶滅危惧種であるクロツラヘラサギの生息地を守る環境保護団体 SAVE International を設立、台湾・台南市のクロツラヘラサギの生息地である湿地帯に工場団地を建設することが計画されたとき、地元の漁師たちと協力し、科学者と漁師たちそれぞれの知見を補い合わせて環境保全運動を展開し、計画地を変更することができた。世界的な活動とともにその成果が注目され、台湾、韓国をはじめマンテオ、ノースカロライナ、ロスアンジェルス、などの多様な場所で、国際的に高い評価を得て民主的ランドスケープを生み出してきた。米国ノースカロライナ州マンテオ市のウォーターフロント再開発計画では地域の人びとに、これからも守り続けたい大切な場所をマッピングしてもらい、これを生かした形で計画をつくる試みや建設段階でも多くのボランティアに参加してもらうなど、地域のコミュニティと知恵を生かしたことで成功につなげた。

## 賞歴
ランドスケープ・アーキテクチュアにおいて数々の賞を受賞している。特に複合的な公共空間デザインは国際的に高い評価を得ている。最近の著書「Design for Ecological Democracy」（2006年）は、米国建築・都市計画部門の年間最優秀出版物となり、ポール・ダビドフ賞を受賞。
2011年、MITスクール建築と計画学科によって主宰された賞ケビンリンチ賞を受賞。
『Design for Ecological Democracy』（2006）は、実現可能で回復力があり、推進力のあるスタイルに基づく、ビジョンのある達成可能な未来について説明しており、民主主義としてのデザイン、集団創造のためのテクニックが評価され、環境デザイン研究協会の2018年のブック賞を受賞。

## 出版物
- 『デザインのための生態学的民主主義』、ケンブリッジ・マサチューセッツ:MIT出版, 2010年. ISBN 978-0-262-51500-9
- 『生態学的民主主義のためのデザイン』、ケンブリッジ、マサチューセッツ：MITプレス、2010年。 ISBN 978-0-262-51500-9
- 『暮らしの風景-文化的景観体験を読む』S. Chang、S. Wang（編）、台北：台湾ユナイテッドフォースカルチャーエンタープライズ株式会社、台北のS.チャンによる台北コミュニティ構築論 ：Yungliou Press、1999
- C. Kweskin（編）『1999年の環太平洋地域における民主的設計』カリフォルニア州メンドシノ　Ridge Times Press, 1999.
- 『まちづくりの方法と技術（Techniques for Machizukuri）―コミュニティー・デザイン・プライマー 』、土肥真人と共著、現代企画室、1997年、ISBN 978-4773897050
- 『エコロジカル・デモクラシー まちづくりと生態的多様性をつなぐデザイン』 土肥真人／訳、原著2006,　日本では鹿島出版会、2018　ISBN 978-4-306-07342-5
- 『庭の意味論』マーク・フランシス（M。Fancis）編、ケンブリッジ・マサチューセッツ共同、MIT Press、1990。 ISBN 978-0-262-56061-0　日本では鹿島出版会、ISBN 978-4306071995、1996年
- 『Community Design Primer』、カリフォルニア州メンドシノ：Ridge Times Press、1990年。 ISBN 978-0-934203-06-7
- 『コミュニティ目標設定』FJ Smith と共著.ダウデン、ハッチンソンアンドロス社、ペンシルバニア州ストラウズバーグ、1982年
- 『人と近隣空間を計画する』、ニューヨーク：Van Nostrand Reinhold Company、1982。 ISBN 978-0-442-23223-8
- 『近隣スペース』、ダウデン、ハッチンソンアンドロス社、ペンシルバニア州ストラウズバーグ。1975年。